# Église Saint-Martin de Charmoy
L'église Saint-Martin de Charmoy est une église située sur le territoire de la commune de Charmoy, dans le département français de Saône-et-Loire et la région Bourgogne-Franche-Comté.

## Histoire
L’église, bâti dans le style roman, a été construite par les moines clunisiens de Mesvres, à proximité d'une fontaine ancienne. 
L'édifice daterait du XIe siècle, tout au moins pour son abside qui est d'aspect relativement archaïque. 
La nef moderne, quant à elle, a été reconstruite vers 1850. 

## Description
Le clocher roman à deux étages, daté du troisième quart du XIIe siècle, s’élève à la verticale du chœur, percé de baies géminées et triples sur pilastres cannelés avec chapiteaux. Il a pour particularité d'être coiffé par un hourd de bois. 
La travée de chœur est voûtée en arête sur deux arcs brisés. L’arc occidental repose sur deux colonnes engagées dont une présente un chapiteau avec deux orants.
L'abside, polygonale à l’extérieur, est hémicycle à l’intérieur et voûtée en cul-de-four, et dispose de quatre arcatures jumelles sur colonnettes aux chapiteaux particulièrement frustes, sculptés de petits personnages à grosse tête et mains démesurées.
Deux chapelles seigneuriales gothiques, l'une dédiée à saint Claude et l'autre à la Vierge Marie, ont été ajoutées côté nord. 

## Protection
L'abside et le clocher (cad. AT 45P) font l'objet d'une inscription au titre des monuments historiques, depuis un arrêté pris le 29 mars 1971.

## Mobilier
À l'intérieur de l'édifice est conservée une Vision de saint Hubert, groupe sculpté en bois polychrome datant du XVIe siècle, récemment restaurée. 
Plusieurs autres statues sont à admirer, en particulier un saint Pierre, un saint Antoine abbé et un saint évêque, protégés au titre des monuments historiques depuis 2022.
L'avant-chœur possède deux séries de boiseries peintes en 1726 et représentant des épisodes de la vie de la Vierge Marie et des bouquets fleuris (plusieurs de ces panneaux peints proviennent de l'église Saint-Nizier, aujourd'hui sur la commune des Bizots). 

## Culte
Édifice consacré du diocèse d'Autun relevant de la nouvelle paroisse Saint-François d’Assise, formée des anciennes paroisses de l’Épiphanie et de Saint-Joseph ouvrier (siège au Creusot – qui en est affectataire au titre de la loi de 1905 –, l'église de Charmoy est, plusieurs siècles après sa construction, un lieu de culte catholique.